# جو هاي-جو
جو هي جو (بالكورية: 조혜주)‏ هي ممثلة وعارضة أزياء كورية جنوبية. ولدت يوم 18 أبريل 1995 في سول في كوريا الجنوبية.